# Miles Sanders
(en) Statistiques sur pro-football-reference
Miles Adam Sanders (né le 1er mai 1997), surnommé « Boobie Miles », est un sportif professionnel américain de football américain jouant au poste de running back dans la National Football League (NFL) depuis la saison 2019, actuellement chez les Cowboys de Dallas.
Au niveau universitaire, il a joué pour les Nittany Lions de l'université d'État de Pennsylvanie pendant trois saison dans la NCAA Division I FBS avant d'être sélectionné par la franchise des Eagles de Philadelphie au deuxième tour de la draft 2019 de la NFL.
Après quatre saisons chez les Eagles, il rejoint en 2023 avec les Panthers de la Carolineet dès 2025 avec les Cowboys de Dallas.

## Biographie

### Jeunesse
Miles grandit à Swissvale, un arrondissement situé à 15 km à l'est du centre-ville de Pittsburgh en Pennsylvanie. Il fréquente le lycée Woodland Hills, où il est titulaire pendant trois ans,. Après avoir remporté le prix « Mr. Football » de Pennsylvanie au cours de sa dernière année et assisté au « Under Armour All-America Game », Sanders choisit de s'inscrire à l'université d'État de Pennsylvanie pour y jouer avec les Nittany Lions, refusant de nombreuses autres offres dont celle des Panthers de Pittsburgh,.

### Carrière universitaire

#### 2016
Au cours de son année true freshman, Sanders reçoit un temps de jeu limité derrière son coéquipier Saquon Barkley, jouant principalement en équipes spéciales . Sanders établit le record de l'université du plus grand nombre de coups de pied retournés sur une saison (33). Il y est également classé deuxième au nombre de yards gagnés sur retours de punt en une seule saison (688 yards), avec une moyenne de 20,8 yards par retour.
Sanders est sélectionné avec mention honorable dans l'équipe des Freshman de la conférence Big Ten par BTN.com.

#### 2017
En 2017, Sanders dispute 12 matchs, le premier étant contre Rutgers le 11 novembre 2017. Sanders reçoit le « prix Red Worrell » 2018 du joueur offensif ayant fait preuve d'une conduite, d'une loyauté, d'un intérêt, d'une attitude et d'une amélioration exemplaires lors des entraînements de printemps.

#### 2018
Avec le départ de Barkley pur la NFL en fin de saison 2017, Sanders est désigné titulaire au poste de running back. et participe aux 13 matchs de la saison 2018. Le 1er septembre, lors du match d'ouverture de la saison contre les Mountaineers d'Appalachian State, il réalise 19 courses, gagnant un total de 91 yards et inscrivant deux touchdowns dont celui de 4 yards au cours de la prolongation qui donne la victoire à son équipe. Après cette performance, il est désigné meilleur joueur offensif de la semaine par les entraîneurs. Sanders réussit le match de sa saison contre les Fighting Illini de l'Illinois le 21 septembre gagnant un total de 200 yards en 22 courses et inscrivant trois touchdowns à la course, son record en carrière universitaire. Il est ensuite désigné meilleur joueur offensif de la semaine de la conférence Big Ten.
Sanders termine la saison classé 2e de la conférence Big Ten et 15e du pays avec 1 274 yards gagnés à la course. Il est également classé 4e de sa conférence et 25e de la NCAA Div I FBS avec une moyenne de 98 yards à la course par match et est classé 5e de la Big Ten et 40e du pays avec une moyenne de 5,79 yards par course. De plus, il termine 7e de la Big Ten au nombre de touchdowns inscrits à la course (9) et au nombre moyen de yards gagnés sur un match (108,7). Le 3 janvier 2019, Sanders décide de se présenter à la draft de la NFL faisant l'impasse sur sa dernière saison universitaire.

### Carrière professionnelle

#### Draft
| Taille               | Poids           | Bras           | Main          | Sprint   | Sprint   | Sprint   | Shuttle 20 yards | 3 cones drill | Détente         | Détente             | Développé couché | Test Wonderlic |
| Taille               | Poids           | Bras           | Main          | 40 yards | 10 yards | 20 yards | Shuttle 20 yards | 3 cones drill | verticale       | horizontale         | Développé couché | Test Wonderlic |
| 1,79 m (5 ft 10⅝ in) | 96 kg (211 lbs) | 78 cm (30⅝ in) | 23 cm (9¼ in) | 4,49 s   | -        | -        | 4,19 s           | 6,89 s        | 91 cm (36,0 in) | 3,15 m (10 ft 4 in) | 20               | -              |

Sanders est sélectionné par les Eagles de Philadelphie en 53e choix global lors du deuxième tour de la draft 2019 de la NFL. Il est représenté par Beyond Athlete Management.

#### Eagles de Philadelphie

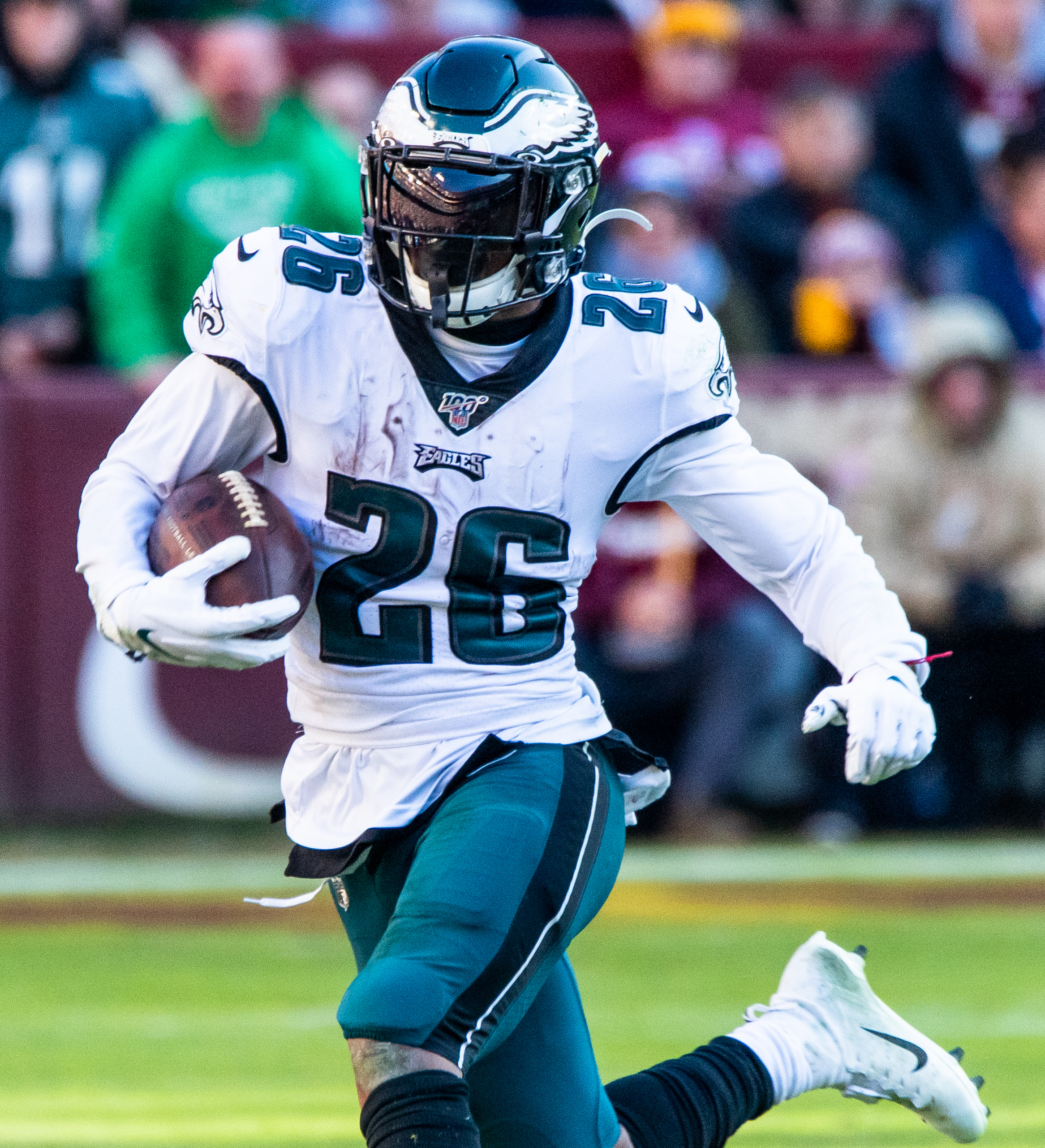
Sanders avec les Eagles en 2019.

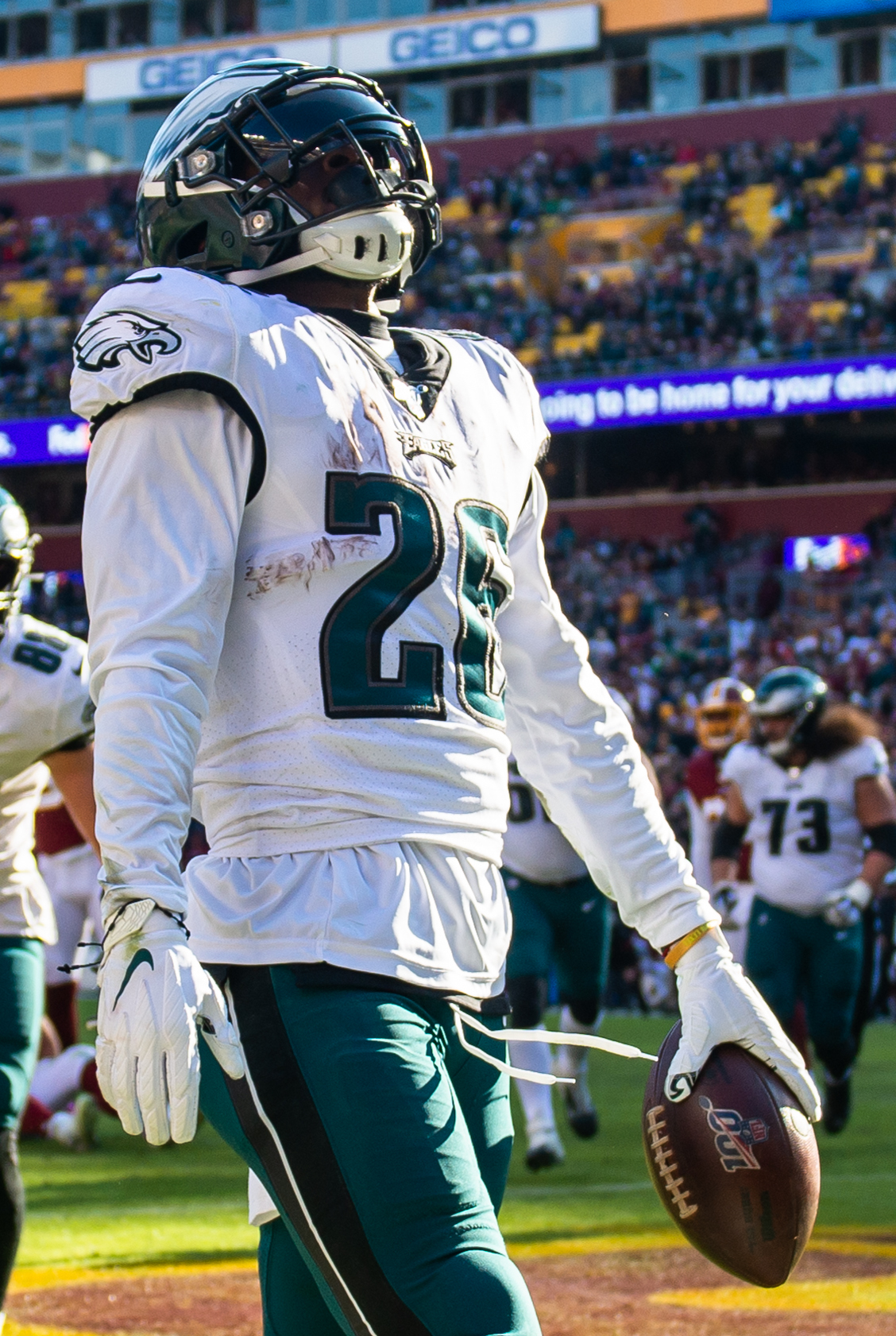
Sanders lors d'un match contre les Redskins de Washington.

Sanders fait ses débuts en NFL lors de la 1re semaine de la saison 2019 contre les Redskins de Washington. Durant le match, Sanders gagne 25 yards en 11 courses et les Eagles gagnent 32 à 27. En 6e semaine contre les Vikings du Minnesota, Sanders gagne six yards en trois courses ainsi que 86 yards et un touchdown en trois réceptions. En 15e semaine lors de la victoire 37 à 27 contre les Redskins, il gagne 122 yards et inscrit un touchdown lors de ses 19 courses. Pendant le match, Sanders dépasse les records de la franchise du plus grand nombre de yards gagnés à la course par un rookie et du plus grand nombre de yards gagnés par un rookie, lesquels étaient détenus respectivement par LeSean McCoy et DeSean Jackson. La semaine suivante contre les Cowboys de Dallas, Sanders effectue 20 courses pour un gain cumulé de 79 yards et un touchdown et réussit cinq réceptions pour un gain de 77 yards supplémentaires. Il termine sa saison rookie avec un total de 818 yards et trois touchdowns à la course ainsi qu'avec 509 yards et trois touchdowns supplémentaires en 50 réceptions.
Lors du match de Wild Card de la NFC perdu 9 à 17 contre les Seahawks de Seattle, Sanders gagne 69 yards en 14 courses.

Sanders rate le premier match de la saison régulière 2020 à la suite d'une blessure aux ischio-jambiers. Il joue en 2e semaine lors de la défaite 19 à 37 contre les Rams de Los Angeles, Sanders gagne 131 yards et un touchdown à la course. Au cours de 5e semaine lors de la défaite 29 à 38 contre l'équipe de sa ville natale, les Steelers de Pittsburgh, Sanders gagne 80 yards et inscrit deux touchdowns à la course dont un à la suite d'une course de 74 yards. En 6e semaine contre les Ravens de Baltimore, il effectue neuf courses pour un gain de 118 yards. Au cours de la 14e semaine et la défaite 21 à 24 contre les Saints de La Nouvelle-Orléans, il effectue quatorze courses pour un gain de 115 yards et deux touchdowns, dont un inscrit à la suite d'une course de 82 yards (record en carrière).

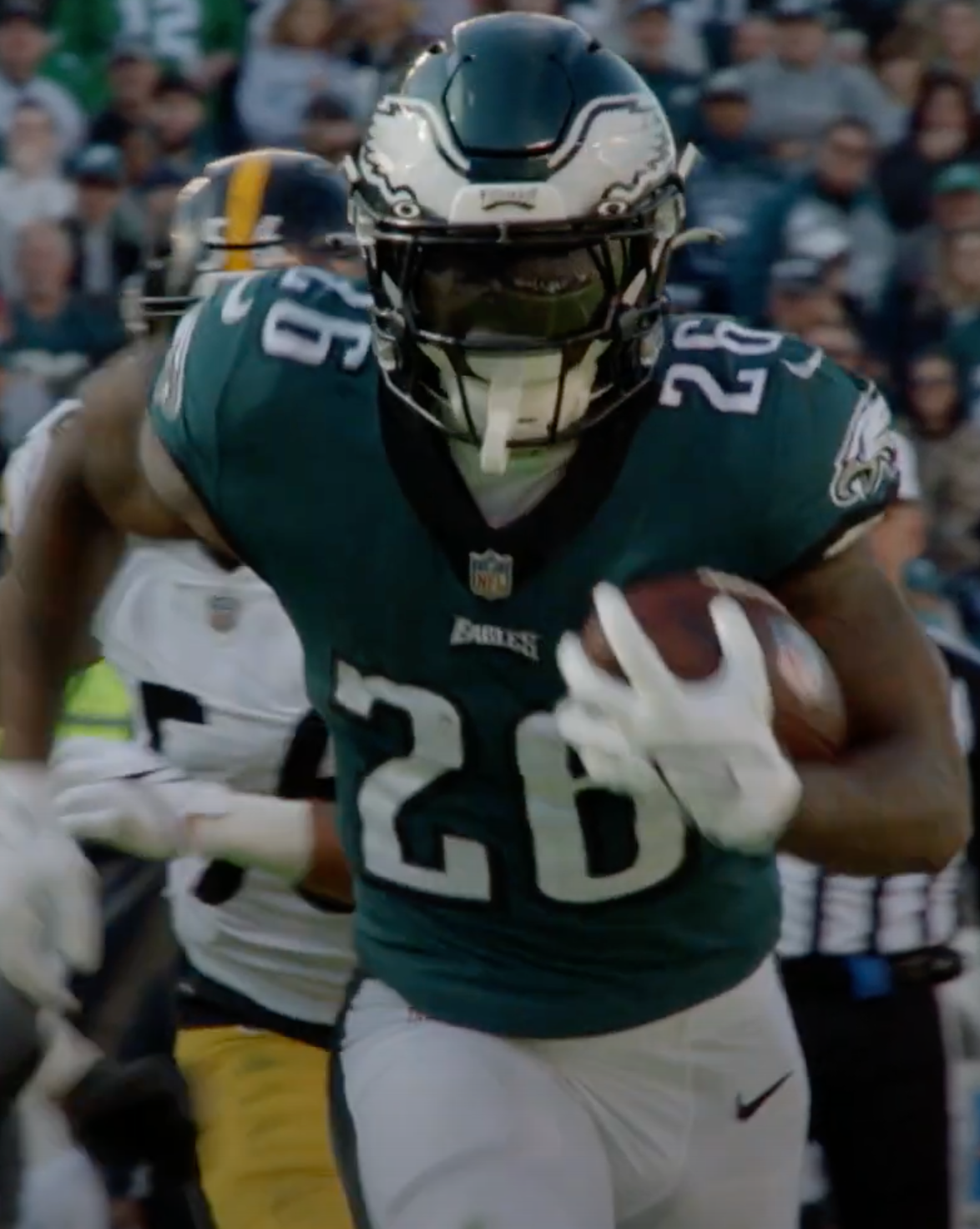
Sanders dirige le ballon avec les Eagles en 2022.

Sanders est devenu un élément important de l'équipe en 2021. Néanmoins l'attaque se concentre davantage sur le jeu à la passe ce qui amène Sanders à passer plus de temps sur le banc. Au cours des six premiers matchs, Sanders effectue un total de 57 courses pour un gain cumulé de 270 yards sans qu'il inscrive de touchdown. Lors du match de la 7e semaine contre les Raiders de Las Vegas, Sanders se fait une entorse à la cheville qui le force à manquer trois semaines de compétition. Il revient à temps pour la confrontation avec les Saints de La Nouvelle-Orléans en 11e semaine. Deux semaines plus tard, Sanders retrouve un rôle important lors du match contre les Jets de New York au cours duquel il effetue 24 courses (son record de la saison) pour un gain total de 120 yards. Contre Washington en 15e semaine, Sanders réalise la meilleure performance de sa saison en gagnant 131 yards en 18 courses. La saison de Sanders se termine en 16e semaine contre les Giants de New York lorsqu'il se casse un os de la main. Au total, Sanders termine l'année 2021 avec un bilan en douze matchs joués de 137 courses pour un gain de 754 yards sans touchdown et 26 réceptions pour un gain supplémentaire de 158 yards.
Le 2 octobre 2022 lors de la victoire 29 à 21 contre les Jaguars de Jacksonville, Sanders gagne un total de 134 yards et inscrit deux touchdowns à la course, permettant aux Eagles d'afficher un bilan provisoire de 4 victoires sans défaites. Il réalise la deuxième meilleur performance de sa saison en 12e semaine lors de la victoire 40 à 34 contre les Packers de Green Bay, gagnant un total de 143 yards et inscrivant deux touchdowns à la course. Il améliore cette performance deux semaine plus tard en gagnant 144 yards et en inscrivant deux touchdowns en 17 courses lors de la victoire 48 à 22 contre les rivaux des Giants de New York,. Il termine la saison régulière classé dans le Top 10 de la ligue au nombre de courses (5e avec 1 269 yards), au nombre de yards gagnés à la course (8e avec 259 courses) et au nombre de touchdowns inscrits à la course (8e avec 11 touchdowns).
Lors du match de tour de division gagné 38 à 7 contre les Giants de New York, Sanders effectue 17 courses pour un gain total de 90 yards. Les Eagles remportent la finale de conférence NFC 31 à 7 contre les 49ers de San Francisco, Sanders y inscrivant deux touchdowns à la course. Lors du Super Bowl LVII perdu 38 à 35 contre les Chiefs de Kansas City, il ne réalise que 7 courses pour un gain minime de 16 yards.

### Panthers de la Caroline
Le 15 mars 2023, Sanders signe un contrat de quatre ans pour un montant de 25,4 millions de $ avec les Panthers de la Caroline.
Contre les Falcons pour son premier match avec les Panthers (défaite 10 à 24), Sanders effectue 18 courses pour un gain total de 72 yards mais commet un fumble provoqué par le linebacker adverse Lorenzo Carter (en) en fin de 3e quart temps. Les problèmes de Sanders continuent la semaine suivante (défaite 17 à 20 contre les Saints) où en 14 courses, il ne gagne que 43 yards. Il inscrit son premier touchdown de la saison (course d'1 yard) en 3e semaine lors de la défaite 27 à 37 contre les Seahawks, terminant le match avec un total de 9 courses pour un gain de 24 yards. Ses pereformances ne s'améliorent pas les deux semaines suivantes lors de nouvelles défaites contre les Vikings et les Lions, puisqu'il ne gagne respectivement que 19 yards en 13 courses et 32 yards en 7 courses. Sanders manque le match de la 7e semaine à la suite d'une blessure à l'épaule mais revient la semaine suivante contre les Texans où sa charge de travail diminue considérablement, n'effectuant que 2 courses sans gain de terrain. Le match suivant contre les Colts, il ne fait que 6 courses pour un gain de 39 yards avant d'afficher le pire bilan de sa carrière contre les Bears avec seulement 2 cpurses pour une perte de terrain de 5 yards. Il reçoit plus de temps de jeu lors des deux matchs suivants, effectuant 11 courses et 15 courses contre les Cowboys et les Titans. Il effectue son meilleur match en 14e semaine contre les Saints gagnant 74 yards en 10 courses. Sanders termine ainsi sa plus mauvaise saison au nombre de courses effectuées, au nombre de yards gagnés et au nombre de yards gagnés en moyenne par course.
Pour sa saison 2024, Sanders affiche un bilan de 55 courses pour un gain cumulé de 205 yards et deux touchdowns ainsi que 24 réceptions pour un gain de 148 yards et un touchdown supplémentaires. Il avait raté six matchs à la suite d'une blessure à la cheville. Les Panthers le libèrent le 11 mars 2025.

### Cowboys de Dallas
Le 14 mars 2025, Sanders signe un contrat d'un an avec les Cowboys de Dallas.

## Statistiques

### Statistiques universitaires
| Année  | Équipe     | Statut | MJ |     | Courses | Courses | Courses | Courses |       | Passes réceptionnées | Passes réceptionnées | Passes réceptionnées | Passes réceptionnées |
| Année  | Équipe     | Statut | MJ | Nb. | Yards   | Moy.    | TD      | Nb.     | Yards | Moy.                 | TD                   |                      |                      |
| 2016   | Penn State | Fr     | 13 | 025 | 0 184   | 7,4     | 1       | 02      | 024   | 12,0                 | 1                    |                      |                      |
| 2017   | Penn State | So     | 12 | 031 | 0 191   | 6,2     | 2       | 06      | 030   | 05,0                 | 0                    |                      |                      |
| 2018   | Penn State | Jr     | 13 | 220 | 1 274   | 5,8     | 9       | 24      | 139   | 05,8                 | 0                    |                      |                      |
| Totaux | Totaux     | Totaux | 38 | 276 | 1 649   | 6,0     | 12      | 32      | 193   | 06,0                 | 1                    |                      |                      |

### Statistiques en NFL
| Année      | Équipe                  | MJ |                 | Courses         | Courses         | Courses         | Courses         |                 | Passes réceptionnées | Passes réceptionnées | Passes réceptionnées | Passes réceptionnées |  | Fumbles | Fumbles |
| Année      | Équipe                  | MJ | Nb.             | Yards           | Moy.            | TD              | Nb.             | Yards           | Moy.                 | TD                   | Nb.                  | Perdus               |  |         |         |
| 2019       | Eagles de Philadelphie  | 16 | 179             | 0 818           | 4,6             | 03              | 50              | 509             | 10,2                 | 3                    | 2                    | 1                    |  |         |         |
| 2020       | Eagles de Philadelphie  | 12 | 164             | 0 867           | 5,3             | 06              | 28              | 197             | 07,0                 | 0                    | 4                    | 2                    |  |         |         |
| 2021       | Eagles de Philadelphie  | 12 | 137             | 0 754           | 5,5             | 0               | 26              | 158             | 06,1                 | 0                    | 1                    | 1                    |  |         |         |
| 2022       | Eagles de Philadelphie  | 17 | 259             | 1 269           | 4,9             | 11              | 20              | 078             | 03,9                 | 0                    | 2                    | 2                    |  |         |         |
| 2023       | Panthers de la Caroline | 16 | 129             | 0 432           | 3,3             | 01              | {27             | 154             | 05,7                 | 0                    | 2                    | 2                    |  |         |         |
| 2024       | Panthers de la Caroline | 11 | 055             | 0 205           | 3,7             | 02              | 24              | 148             | 06,2                 | 1                    | 1                    | 0                    |  |         |         |
| 2025       | Cowboys de Dallas       | ?  | Saison en cours | Saison en cours | Saison en cours | Saison en cours | Saison en cours | Saison en cours | Saison en cours      | Saison en cours      | ?                    | ?                    |  |         |         |
| Totaux NFL | Totaux NFL              | 84 | 923             | 4 345           | 4,7             | 23              | 175             | 1 244           | 7,1                  | 4                    | 12                   | 8                    |  |         |         |

| Année  | Équipe                 | MJ |     | Courses | Courses | Courses | Courses |       | Passes réceptionnées | Passes réceptionnées | Passes réceptionnées | Passes réceptionnées |  | Fumbles | Fumbles |
| Année  | Équipe                 | MJ | Nb. | Yards   | Moy.    | TD      | Nb.     | Yards | Moy.                 | TD                   | Nb.                  | Perdus               |  |         |         |
| 2019   | Eagles de Philadelphie | 1  | 14  | 069     | 4,9     | 0       | 3       | 08    | 2,7                  | 0                    | 0                    | 0                    |  |         |         |
| 2021   | Eagles de Philadelphie | 1  | 07  | 016     | 2,3     | 0       | 3       | 12    | 4,0                  | 0                    | 0                    | 0                    |  |         |         |
| 2022   | Eagles de Philadelphie | 3  | 35  | 148     | 4,2     | 2       | 1       | 03    | 3,0                  | 0                    | 0                    | 0                    |  |         |         |
| Totaux | Totaux                 | 5  | 56  | 233     | 4,2     | 7       | 7       | 23    | 3,3                  | 0                    | 0                    | 0                    |  |         |         |

### Records de franchise des Eagles de Philadelphie
- Record de yards au sol par un rookie (818) [49] ;
- Record de yards en attaque par un rookie (1327) [50] ;
- Record de yards totaux par un rookie (1 641) [51].